# Rubén Gómez Cortez
Rubén Gómez Cortez (Ovalle, Región de Coquimbo, 16 de abril de 1956) es un exfutbolista y entrenador chileno. Actualmente es copropietario de "Confecciones Nene Gomez", negocio que se dedica a elaborar uniformes escolares para toda la comuna de Ovalle.

## Trayectoria
Empezó a jugar profesionalmente en el Club de Deportes Ovalle en 1975, equipo con el cual ascendió a primera división. En 1977 jugó en el Cobreloa en la Segunda División de Chile, para jugar posteriormente en Primera División. Terminó jugando en la Segunda División, primero en el Coquimbo Unido y finalmente en el Club de Deportes Ovalle, donde se retiró. En 2002 debutó como entrenador en el mismo Club de Deportes Ovalle.

## Selección nacional
Fue internacional con la selección de fútbol de Chile.
Seleccionado juvenil chileno para el Sud americano que se jugó en Lima en el año 1975, en el cual Chile obtuvo el segundo lugar tras el Uruguay de Heber Revetria.

## Clubes
| Club            | País  | Año       |
| --------------- | ----- | --------- |
| Deportes Ovalle | Chile | 1976      |
| Cobreloa        | Chile | 1977-1982 |
| Naval           | Chile | 1985      |
| Rangers         | Chile | 1986      |
| Coquimbo Unido  | Chile | 1989      |
| Deportes Ovalle | Chile | 1990      |

## Palmarés

### Campeonatos nacionales
| Título           | Club     | País  | Año  |
| ---------------- | -------- | ----- | ---- |
| Primera División | Cobreloa | Chile | 1980 |
| Primera División | Cobreloa | Chile | 1982 |

- Datos: Q6113266